# 빌라노바 문화
빌라노바 문화(Villanovan culture)는 이탈리아 북부와 중부 등을 중심으로 성립된 초기 철기시대 문화로서, 기원전 7–8세기에 후계자인 에트루리아 문명이 페니키아와 이집트 등 근동 문명의 선진문화를 흡수하고 남부에 정착한 그리스 문화를 바탕으로 세력을 키우면서 점차 사라지게 된다. 빌라노바 문화는 중앙유럽의 언필드 문화의 분파이다.
빌라노바 사람들은 이탈리아반도에 철기 기술을 전수했으며, 그들은 화장을 지냈고 그들의 시신을 태운 재를 독특한 이중 원추 모양을 한 유골 항아리에 담아 묻었다. 유골함은 토기 혹은 청동제였다. 빌라노바 문화는 이후 에트루리아 문명의 직계 조상으로 여겨지며 이후 그리스, 근동과 구분되는 에트루리아 문명만의 특색요소를 만들어내는데 큰 기여를 하였다.

## 역사
빌라노바라는 명칭은 이 선진 문화가 발굴된 고고학 지역인 이탈리아 북부에 있는 ‘빌라노바’(볼로냐에서 남동쪽 12km 거리에 있는 카스테나소) 인근의 묘지의 잔해의 이름을 따 지어졌다. 1853년부터 1855년까지 지속된 발굴은 학자였던 조반니 고자디니 백작에 의해 완료되었다. 193개의 무덤이 발견되었는데 그 중 6개는 특별한 사회적 신분을 의미하는 것처럼 나머지와 분리되어 있었다. 그 6개의 무덤들은 골호(骨壺)와 함께 줄지어져 있었다. 그것들은 일부만 약탈되었고 대부분은 훼손되지 않았었다. 1893년 우연한 발견으로 아드리아해가 보이는 베루키오에서 다른 독특한 빌라노바의 네크로폴리스가 발견되었다.
특유의 장례 문화는 빌라노바 문화가 중앙유럽의 언필드 문화와 언필드 문화를 계승한 켈트족의 할슈타트 문화와 관련되어 있다는 것을 보여준다. 이 문화들이 초기 단계에 다른 문화였다고 하기는 매우 힘들다. 그들은 시신을 화장한 유해를 이중 원추 모양의 골호에 넣고 묻었다. 그 항아리(골호)들은 임파스토Impasto라고 불리는 빌라노바 도자기의 종류였다. 빌라노바 문화에서 유래된 것으로 여겨지는 풍습은 오두막 모양의 항아리를 사용하는 것으로, 마을 사람들이 살던 오두막집과 같은 형태이다. 만자문, 메안더Meander, 사각형의 전형적인 스그라피토 장식은 빗살 같은 도구로 긁혀졌다. 항아리들은 단순한 청동 피불라, 면도칼, 반지와 동반되었다.

## 시대 구분
빌라노바 문화는 빌라노바 1기와 빌라노바 2기로 나뉜다. 빌라노바 2기에는 급진적인 변화가 보여지며, 고대 그리스와 접촉이 있었고 북쪽의 호박의 길Amber Road을 통해 무역을 했다는 증거가 발견되었다. 이 증거들은 여성들을 위한 유리와 호박 목걸이, 청동 갑옷과 마구, 초기 평등주의 문화와 대조되는 엘리트 무덤의 발전 등이 있다. 방 무덤과 매장 관습은 화장 관습과 함께 발전되었다. 빌라노바 2기 이후에 남부 에트루리아는 동방화 시대에 접어들었다. 북부 에트루리아는 빌라노바 3기와 4기로 발전했다.

### 에트루리아 문명의 시대 구분
| 에트루리아 문명 (기원전 900년–기원전 27년) | 빌라노바 시대 (기원전 900년–기원전 720년) | 빌라노바 1기               | 기원전 900년–기원전 800년 |
| 에트루리아 문명 (기원전 900년–기원전 27년) | 빌라노바 시대 (기원전 900년–기원전 720년) | 빌라노바 2기               | 기원전 800년–기원전 720년 |
| 에트루리아 문명 (기원전 900년–기원전 27년) | 빌라노바 시대 (기원전 900년–기원전 720년) | 빌라노바 3기 (볼로냐 지역) | 기원전 720년–기원전 680년 |
| 에트루리아 문명 (기원전 900년–기원전 27년) | 빌라노바 시대 (기원전 900년–기원전 720년) | 빌라노바 4기 (볼로냐 지역) | 기원전 680년–기원전 540년 |
| 에트루리아 문명 (기원전 900년–기원전 27년) | 동방화 시대 (기원전 720년–기원전 580년)   | 초기 동방화                | 기원전 720년–기원전 680년 |
| 에트루리아 문명 (기원전 900년–기원전 27년) | 동방화 시대 (기원전 720년–기원전 580년)   | 중기 동방화                | 기원전 680년–기원전 625년 |
| 에트루리아 문명 (기원전 900년–기원전 27년) | 동방화 시대 (기원전 720년–기원전 580년)   | 말기 동방화                | 기원전 625년–기원전 580년 |
| 에트루리아 문명 (기원전 900년–기원전 27년) | 고대 (기원전 580년–기원전 480년)          | 고대                       | 기원전 580년–기원전 480년 |
| 에트루리아 문명 (기원전 900년–기원전 27년) | 고전 시대 (기원전 480년–기원전 320년)     | 고전                       | 기원전 480년–기원전 320년 |
| 에트루리아 문명 (기원전 900년–기원전 27년) | 헬레니즘 시대 (기원전 320년–기원전 27년)  | 헬레니즘                   | 기원전 320년–기원전 27년  |

## 금속 가공과 무역

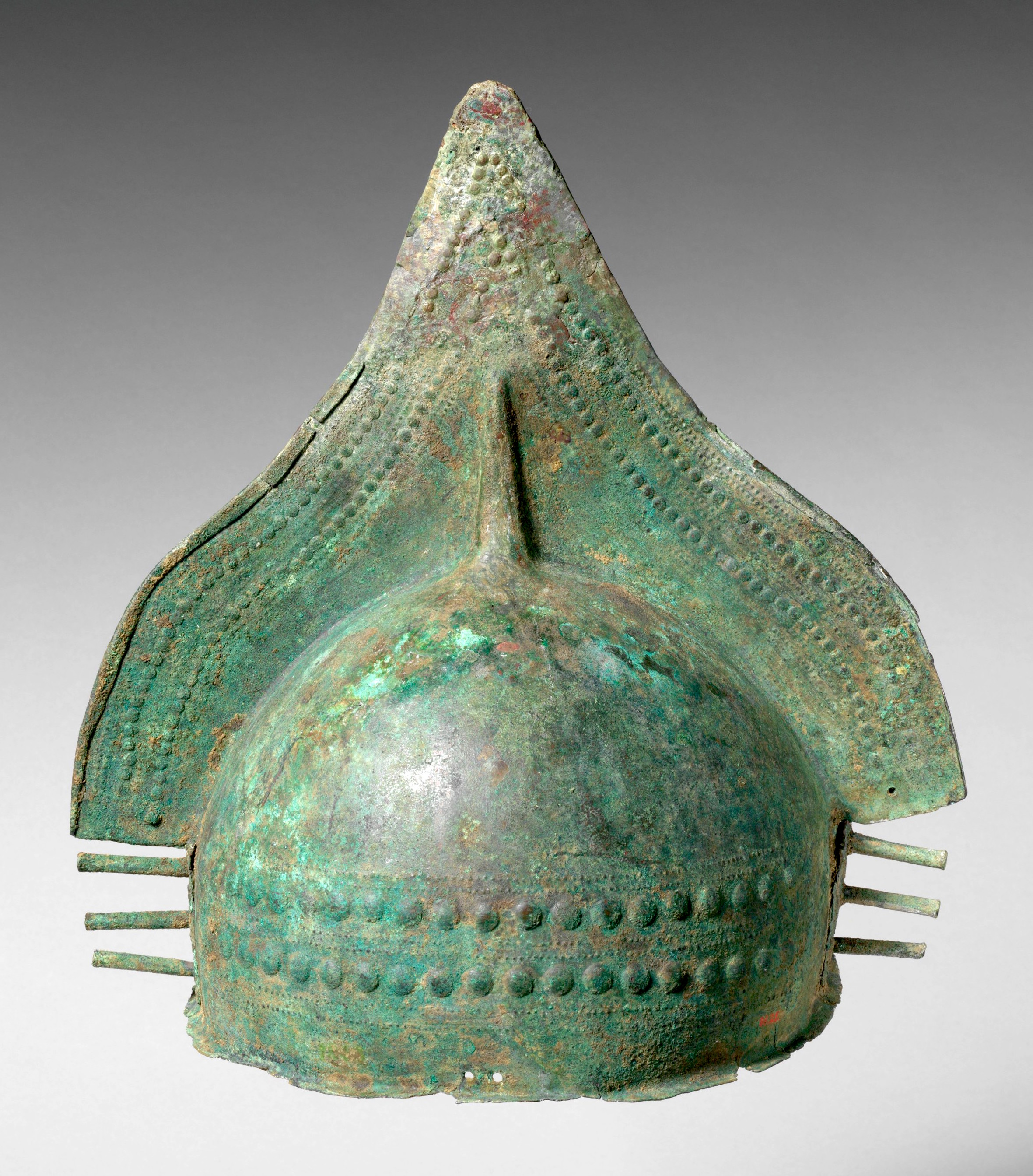
기원전 9세기 빌라노바 청동 투구 (뉴욕 메트로폴리탄 미술관)

청동으로 된 금속 가공품들과 도자기들은 빌라노바 장인들의 기술이 어느 정도인지 보여준다. 매장지에서 발견된 몇몇 부장품들은 더 좋은 품질을 보여주는데, 이는 빌라노바 문화 내에서 사회적 신분이 더 발전했다는 것을 암시한다. 무덤에는 사후세계에 대한 믿음을 나타내는 도구와 물건들이 있었다. 남성의 무덤에는 갑옷과 무기가 있었고, 여성의 무덤에는 방직 도구들이 있었다. 몇몇 무덤들은 이 물건들이 바뀌어 있거나 섞여 있었는데, 이는 어떤 여성은 무기를 다루고 어떤 남성들은 옷을 만들었을 가능성을 시사한다.
빌라노바 시대 동안 에트루리아인들은 그리스, 발칸, 사르데냐 등의 다른 지중해 국가들과 무역을 했다. 무역은 금속공학의 발전을 야기했으며, 그리스의 존재는 빌라노바 도자기들에게 영향을 미쳤다.

## 가옥
건물들은 직사각형 모양이었다. 사람들은 나무 기둥이 지탱하는 초벽으로 만들어진 오두막에서 살았다. 오두막 내부의 조리대, 기구와 동물들의 뼈는 초기 이탈리아 주민들의 가족 생활에 대한 증거가 된다. 몇몇 오두막에는 바닥에 음식 저장을 위해 대형 도자기를 놓기도 했다. 또한 빗물을 공동 급수장으로 보내는 배수로도 있었다.

## 같이 보기
- 원시 빌라노바 문화
- 언필드 문화
- 이탈리아의 선사 시대